# 沈解寅
沈解寅（韓語：심해인，1987年10月31日—），韓國女子手球運動員，現為韓國國家女子手球隊隊員。

## 簡歷
2012年7月，沈解寅代表韓國出戰英國倫敦舉行的奥林匹克运动会女子手球比賽。